# Grzybówka krwawiąca

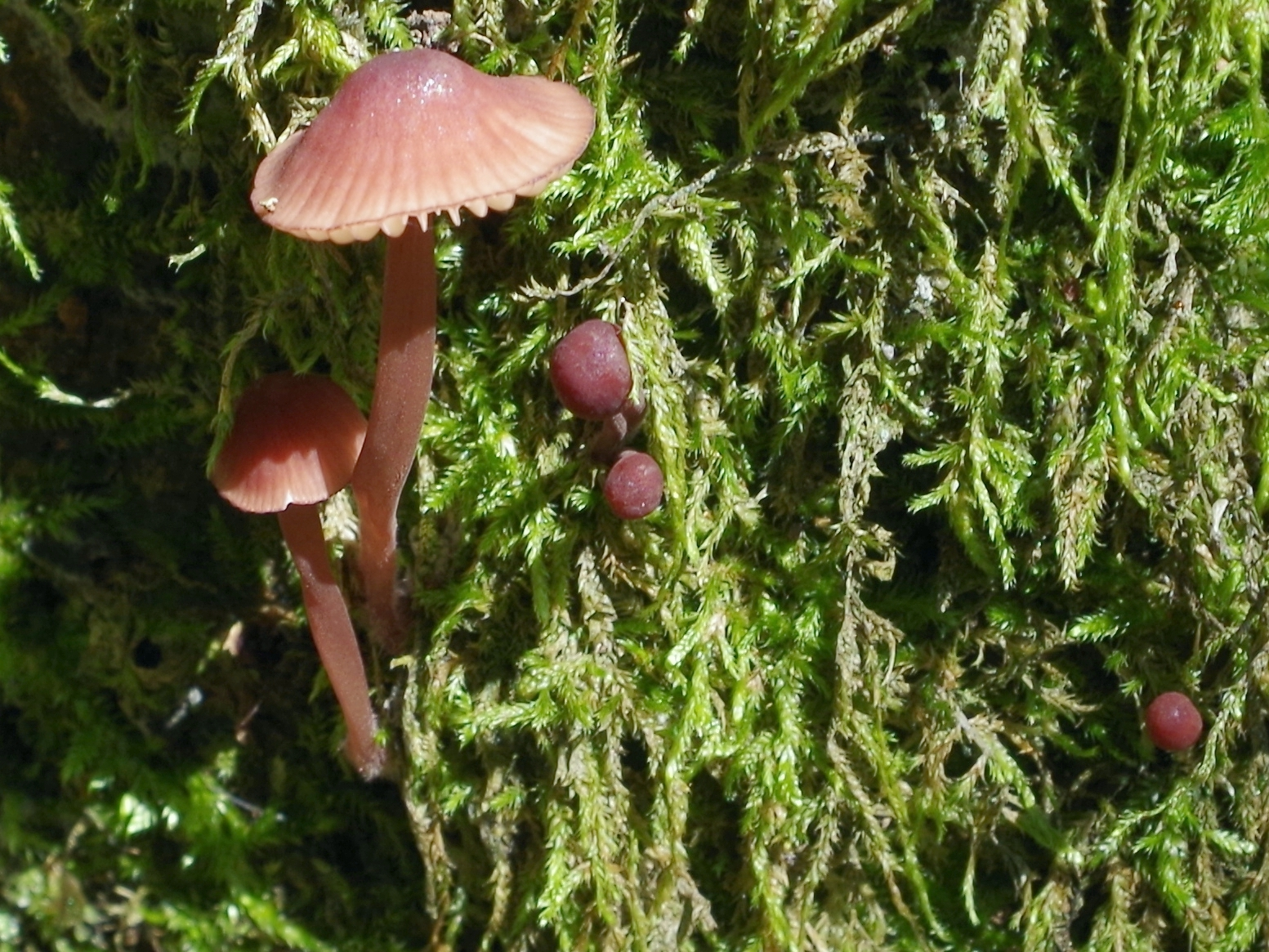

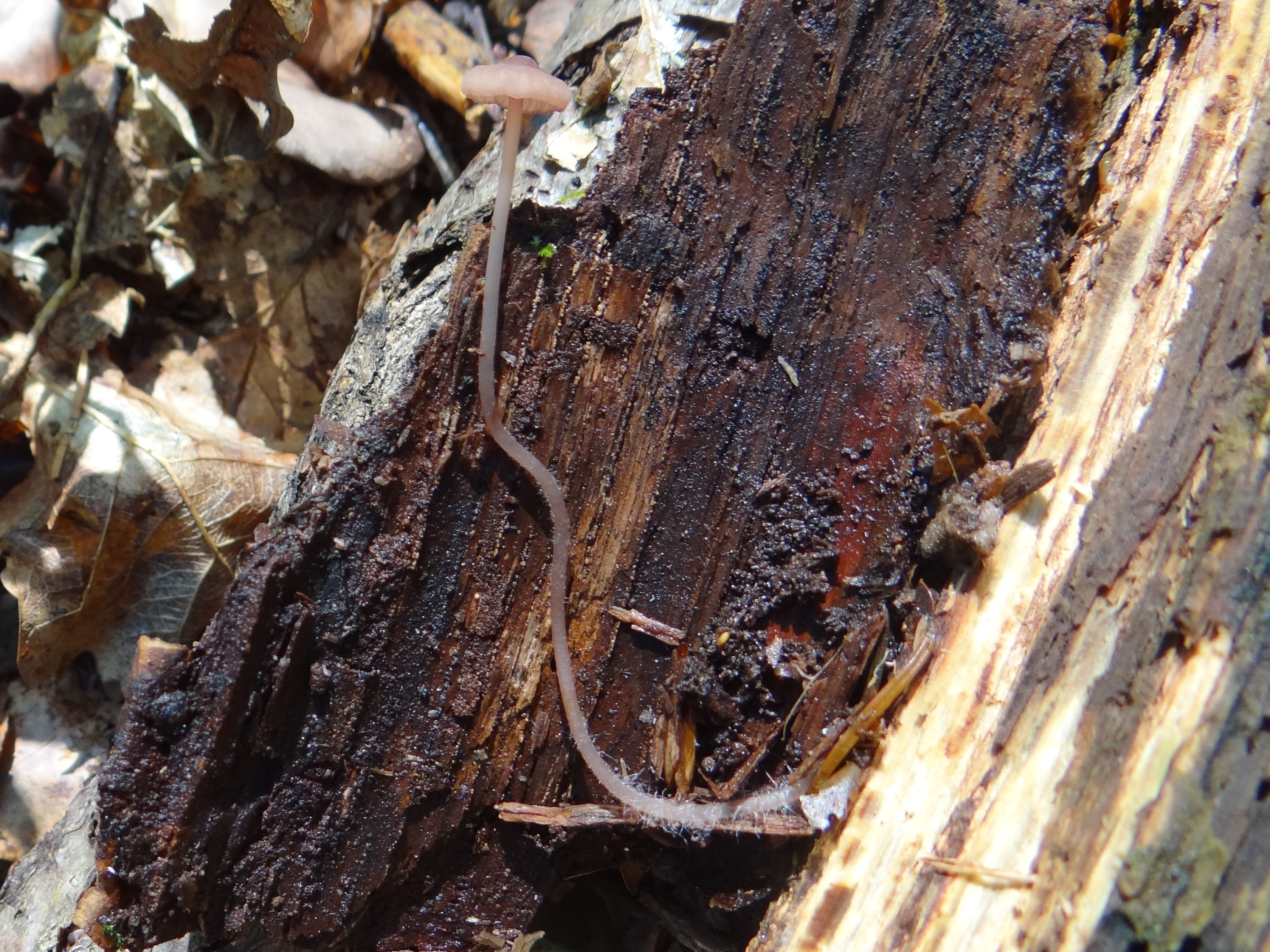
Na dolnej części trzonu biała grzybnia

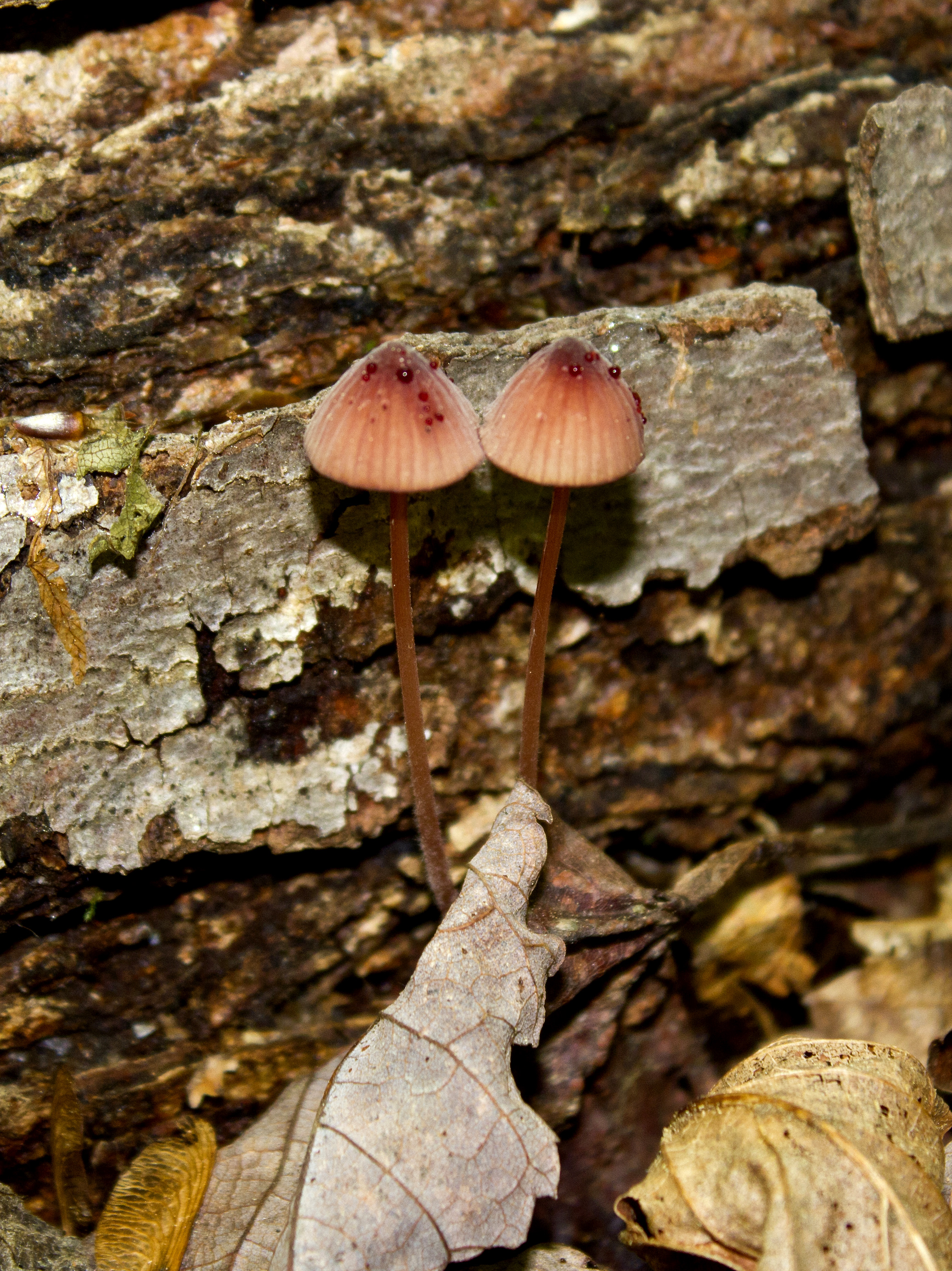
Charakterystyczne wydzielanie ciemnoczerwonej cieczy

Grzybówka krwawiąca (Mycena sanguinolenta (Alb. & Schwein.) P. Kumm.) – gatunek grzybów z rodziny grzybówkowatych (Mycenaceae).

## Systematyka i nazewnictwo
Pozycja w klasyfikacji według Index Fungorum: Mycenaceae, Agaricales, Agaricomycetidae, Agaricomycetes, Agaricomycotina, Basidiomycota, Fungi.
Po raz pierwszy takson ten zdiagnozowali w 1805 r. Albertini i Schweinitz nadając mu nazwę Agaricus sanguinolentus. Obecną, uznaną przez Index Fungorum nazwę nadał mu w 1871 r. Paul Kummer, przenosząc go do rodzaju Mycena. Niektóre synonimy nazwy naukowej.

- Agaricus cruentus Fr. 1821
- Agaricus sanguinolentus Alb. & Schwein. 1805
- Galactopus sanguinolentus (Alb. & Schwein.) Murrill 1916
- Mycena cruenta (Fr.) Quél. 1872
- Mycena sanguinolenta (Alb. & Schwein.) P. Kumm. 1871, var. sanguinolenta

Nazwę polską nadała Maria Lisiewska w 1987 r.

## Morfologia
Kapelusz
Średnica 0,5–1 cm, u młodych owocników stożkowaty, później wypukły, w końcu szeroko rozpostarty z niewielkim garbkiem. Brzeg równy, prążkowany lub rowkowany do 2/3 promienia kapelusza. Powierzchnia młodych owocników matowa i oszroniona, starszych gładka i naga. Barwa różowobrązowa.
Blaszki
Wąskie i dość rzadkie, zatokowato wycięte. Są bladoróżowe z szarym odcieniem i mają czerwonobrązowe ostrza.
Trzon
Wysokość 2–6 cm, grubość 1–1,5 mm, walcowaty, w środku pusty, kruchy, matowy, barwy kapelusza. Górna część trzonu jest gładka, dolna natomiast (zwłaszcza przy podstawie) owłosiona sztywnymi, białymi strzępkami grzybni.
Miąższ
Bardzo cienki i dość elastyczny. Z uszkodzonego wydobywa się ciemnoczerwona ciecz (szczególnie obficie z trzonu).
Cechy mikroskopowe
Zarodniki o rozmiarach 10–8 × 4–5 μm, elipsoidalne, słabo amyloidalne. Podstawki zazwyczaj 4-zarodnikowe, ale czasami 2 lub 3-zarodnikowe. Na bokach blaszek występują wąskie i szeroko wybrzuszone pleurocystydy o rozmiarach 36–54 × 8–13 μm. Zawierają czerwonawy barwnik. Na ostrzach blaszek licznie występują cheilocystydy. Są podobne do pleurocystyd, ale krótsze i grubsze. W strzępkach obficie występuje mleczko.

## Występowanie i siedlisko
Występuje w Ameryce Północnej i Środkowej, Europie, Japonii, Australii i Nowej Zelandii. W Europie występuje od Hiszpanii po 66 stopień szerokości geograficznej (na Półwyspie Skandynawskim). W Polsce gatunek pospolity.
Saprotrof. Rozwija się wśród igliwia, na opadłych gałązkach, liściach, owocach (np. bukwiach) i innych drobnych szczątkach roślinnych. Owocniki pojawiają się pojedynczo lub grupkami od maja do października.

## Gatunki podobne
Grzybówka krwawiąca jest łatwa do odróżnienia od innych gatunków grzybówek dzięki wyciekowi ciemnoczerwonej cieczy z uciśniętego czy inaczej uszkodzonego miejsca. Niektóre inne grzybówki też wydzielają ciecz, ale innej barwy (białą, żółtą, przejrzystą). Problemy mogą być głównie z odróżnieniem jej od grzybówki krwistej (Mycena haematopus), która również wydziela czerwoną ciecz, ale jest ona dużo większa, rośnie na drewnie i ostrza jej blaszek nie są ciemniejsze. Ciemniejsze (różowe, czerwone lub fioletowe) ostrza blaszek mają też niektóre inne grzybówki (np. grzybówka czerwonoostrzowa Mycena rubromarginata, grzybówka paprociowa Mycena pterigena, grzybówka fioletowobrązowa Mycena purpureofusca), ale nie wydzielają one czerwonej cieczy i różnią się innymi cechami. Z powodu dużego znaczenia barwy wydzielanego soku mogą być problemy z identyfikacją podczas dłuższej suchej pogody, gdy grzybówka krwawiąca nie wydziela barwnej cieczy.